# Communauté de communes des Sablons
La  Communauté de communes des Sablons  (CCS) est une communauté de communes française, située dans le département de l'Oise.

## Historique
Les communes de  Saint-Crépin-Ibouvillers,  Villeneuve-lès-Sablons, Lormaison et d’Ivry-le-Temple se sont unies en 1992 pour favoriser l'implantation de la fonderie Norfond (depuis EJ) et d’autres entreprises en créant le district des Sablons et ont mis en place un mécanisme de solidarité fiscale. Ce district s'est transformé en communauté de communes des Sablons par un arrêté préfectoral du 27 juin 2000, qui a pris effet le même jour.
En 2009, la communauté de communes du Thelle Bray, qui regroupait alors encore Beaumont-les-Nonains, La Neuville-Garnier, Valdampierre et Villotran, fusionne au sein des Sablons.
En 2017, l'adhésion de Jouy-sur-Thelle, le Mesnil-Theribus et Bachivillers, membres de la Communauté de communes du Vexin-Thelle, a fait l'objet d'un vote favorable par le conseil communautaire des Sablons, sans que cet élargissement soit mis en œuvre,.
En 2018, la communauté de communes ne comprend plus que 21 communes, à la suite de la constitution entre 2015 et 2017 des communes nouvelles de Bornel, de La Drenne et de Saint-Crépin-Ibouvillers :
En 2019 :
- La commune de Laboissière-en-Thelle, initialement membre de la communauté de communes Thelloise rejoint les Sablons ; 
- Beaumont-les-Nonains, La Neuville-Garnier et Villotran fusionnent pour former Les Hauts Talican ;
- Fresneaux-Montchevreuil fusionne avec Bachivillers (jusqu'alors membre de la communauté de communes du Vexin Thelle) pour former Montchevreuil, qui rejoint la communauté des Sablons ; 
réduisant ainsi à 20 le nombre de communes associées,.

## Le territoire communautaire

### Géographie
La communauté de communes des Sablons a un territoire périurbain marqué par une forte croissance démographique, desservi par l'autoroute A16, relativement proche des infrastructures aéroportuaires de Paris-Charles-de-Gaulle et de Beauvais-Tillé) et des grands centres urbains (50 kilomètres de Paris, 25 kilomètres de Cergy-Pontoise et Beauvais.

### Composition
La communauté de communes est composée des 20 communes suivantes :

| Nom                            | Code Insee | Gentilé            | Superficie (km2) | Population (dernière pop. légale) | Densité (hab./km2) |
| ------------------------------ | ---------- | ------------------ | ---------------- | --------------------------------- | ------------------ |
| Villeneuve-les-Sablons (siège) | 60678      | Villeneuvois       | 4,43             | 1 188 (2022)                      | 268                |
| Amblainville                   | 60010      | Amblainvillois     | 20,98            | 1 786 (2022)                      | 85                 |
| Andeville                      | 60012      | Andevilliens       | 4,17             | 3 429 (2022)                      | 822                |
| Bornel                         | 60088      | Bornellois         | 23,73            | 4 796 (2022)                      | 202                |
| Chavençon                      | 60144      | Chavençonnais      | 5,76             | 162 (2022)                        | 28                 |
| Corbeil-Cerf                   | 60162      | Corbeilessartiens  | 3,95             | 332 (2022)                        | 84                 |
| La Drenne                      | 60196      |                    | 13,87            | 1 086 (2022)                      | 78                 |
| Esches                         | 60218      | Eschois            | 7,69             | 1 654 (2022)                      | 215                |
| Les Hauts-Talican              | 60694      |                    | 13,03            | 547 (2022)                        | 42                 |
| Hénonville                     | 60309      | Hénonvillois       | 6,84             | 909 (2022)                        | 133                |
| Ivry-le-Temple                 | 60321      | Ivriens            | 12,47            | 876 (2022)                        | 70                 |
| Laboissière-en-Thelle          | 60330      | Buccériens         | 9,64             | 1 330 (2022)                      | 138                |
| Lormaison                      | 60370      | Lormaisonnais      | 4,98             | 1 282 (2022)                      | 257                |
| Méru                           | 60395      | Méruviens          | 22,83            | 14 091 (2022)                     | 617                |
| Montchevreuil                  | 60256      | Monchevreuilletais | 17,09            | 1 332 (2022)                      | 78                 |
| Monts                          | 60427      |                    | 3,67             | 187 (2022)                        | 51                 |
| Neuville-Bosc                  | 60452      | Neuville-Bosciens  | 8,89             | 475 (2022)                        | 53                 |
| Pouilly                        | 60512      | Pauléens           | 3,81             | 153 (2022)                        | 40                 |
| Saint-Crépin-Ibouvillers       | 60570      | Saint-Crépiniens   | 19,61            | 1 629 (2022)                      | 83                 |
| Valdampierre                   | 60652      | Valdampierrois     | 8,67             | 921 (2022)                        | 106                |

### Démographie
| 1968   | 1975   | 1982   | 1990   | 1999   | 2009   | 2014   | 2020   |
| ------ | ------ | ------ | ------ | ------ | ------ | ------ | ------ |
| 17 736 | 20 367 | 26 515 | 30 499 | 34 037 | 35 907 | 37 678 | 38 428 |

## Organisation

### Siège
Le siège de la communauté de communes est à Villeneuve-les-Sablons, 2, rue de Méru.

### Élus
La communauté de communes est administrée par un conseil communautaire constitué de conseillers municipaux représentant chacune des communes membres. Pour le mandat 2020-2026, ils sont au nombre de 41, répartis en fonction de la population des communes et de la manière suivante :

- 16 délégué pour Méru ;

- 5 délégué pour Bornel ;

- 3 délégué pour Andeville ;

- 1 délégué ou son suppléant pour les autres communes. 

Au terme  des élections municipales de 2020 dans l'Oise, le conseil communautaire du 16 juillet 2020 a élu sa nouvelle présidente,  Nathalie Ravier, maire de Méru, ainsi que ses vice-présidents, qui sont :
1. Denis Vanhoutte, maire d'Esches, chargé de l'aménagement du territoire, de la voirie et  du transport ;
2. Joël Vasquez, maire  d'Amblainville, chargé du développement économlique, de l'emploi, du commerce et de l'artisanat ;
3. Frédérique Leblanc, maire-adjointe de Méru, chargée de l'habitat et du renouvellement urbain ;
4. Philippe Logeay	, maire des Hauts-Talican, chargé de la transition écologique, de la ruralité et de l'assainissement non-collectif ;
5. M. Dominique Toscani, maire de Bornel, chargé du sport et de la santé ;
6. Eddie Vandenabeele, maire de Valdampierre, chargé de la GEMAPI et de la gestion des eaux pluviales ;
7. Hervé Le Marec, maire d'Hénonville, chargé de la transitioin écologique et du PCAET ;
8. Christian Gouspy, maire de Montchevreuil, chargé de la culture, du patrimoine et du tourisme ;
9. Christian Neveu, maire de Villeneuve-les-Sablons, chargé des services à la personne et à la sécurité.

Le bureau communautaire pour la mandature 2020-2026 est constitué de la présidente, des vice-présidents et de 13 autres membres.

### Liste des présidents
| Période                                  | Période                     | Identité         | Étiquette | Qualité |
| ---------------------------------------- | --------------------------- | ---------------- | --------- | --- |
| Les données manquantes sont à compléter. |                             |                  |           | |
| 1992                                     | juillet 2020                | Alain Letellier, | LR        | Médecin retraité Maire de Saint-Crépin-Ibouvillers (1989 → ) Conseiller général de Méru (1982 → 2015) Conseiller départemental de Chaumont-en-Vexin (2015 → ) Président d'Oise-Mobilité, syndicat mixte des transports collectifs de l'Oise |
| juillet 2020                             | En cours (au 17 avril 2021) | Nathalie Ravier  | DVD       | Maire de Méru (2014 → ) |

### Compétences
L'intercommunalité exerce les compétences qui lui ont été transférées par les communes membres, dans les conditions définies par le code général des collectivités territoriales. Selon le rapport d'activité pour 2018, ces compétences étaient :
- Aménagement de l’espace : SCoT, ZAC d’intérêt communautaire, projet de territoire et autres dispositifs contractuels de programmation, de développement et d’aménagement du territoire ;
- Développement économique : zones d’activités, compétence générale en développement économique, promotion du territoire, accueil, accompagnement et soutien à l’implantation de nouvelles entreprises et au développement de celles existantes,  FISAC
- Environnement : collecte et traitement des déchets ménagers et assimilés, politique de lutte contre la pollution et de protection de la ressource en eau, aau potable, eaux pluviales urbaines, assainissement collectif et non-collectif
- Habitat et logement : programme local de l’habitat (PLH), politique de l'habitat, attribution des logements à caractère social, gestion des zones d’accueil des gens du voyage, procédures intercommunales d’amélioration de l’habitat existant ;
- Services et affaires sociales : portage de repas, financement de l’association "Les cheveux d’or des Sablons" ;
- Tourisme et coopération internationale : office de tourisme des Sablons, développement d’une politique de coopération internationale avec Modica ;
- Voirie et Transports : voirie communale hors agglomération et voiries situées dans les zones d’activités communautaires, services de transports collectifs urbains « Sablons Bus », aménagement routier de sécurité desservant des équipements publics supracommunaux ou favorisant l’implantation ou l’extension d’entreprises créatrices d’emplois ;
- Urbanisme : instruction des demandes relatives au droit des sols et des établissements recevant du public, conseils auprès des communes, des particuliers et des professionnels ;
- Service d'archivage mutualisé pour la Communauté de Communes des Sablons, les Syndicats et le Musée de la Nacre, mission pour les communes membres de la Communauté de Communes des Sablons (réalisation d’audits, élimination et classement à Beaumont-Les-Nonains, Fresneaux-Montchevreuil, Méru, Saint-Crépin-Ibouvillers, Pouilly)
- Éducation – Formation : participation aux dépenses d’investissement pour l’extension et la rénovation des collèges par convention avec le département, soutien aux actions pédagogiques, éducatives, sportives et culturelles menées par les collèges et lycées des Sablons, échanges culturels et linguistiques avec la commune de Modica ;
- Développement culturel – Patrimoine : Musée de la Nacre et de la Tabletterie, restauration de toutes les églises du territoire des Sablons et des châteaux d’Esches, Hénonville et Andeville, des mairies de Méru et Lormaison, de calvaires, de lavoirs et de la tour des Conti à Méru, réalisation et gestion d’une salle polyvalente à vocation intercommunale à Méru ;
- Équipements sportifs : piscine Aquoise, des gymnases des Sablons, du Thelle et de Fresneaux Montchevreuil, de la piste d’athlétisme de Méru, du tennis couvert d’Andeville du parc des sports de Saint-Crépin-Ibouvillers, du club house du rugby club de Méru ;
- Equipements et services publics : secours et lutte contre l’incendie, contribution légale au SDIS, construction et gestion de la maison des associations de Fosseuse, de la salle multifonctions de Lormaison, des locaux de la gendarmerie de Saint-Crépin-Ibouvillers, des salles de vie locale de Chavençon et Ressons l’Abbaye et de la salle multifonction de Villeneuve les Sablons ;
- Déploiement du Très Haut Débit.

### Régime fiscal et budget
La communauté de communes est un établissement public de coopération intercommunale à fiscalité propre.
Afin de financer l'exercice de ses compétences, l'intercommunalité perçoit la fiscalité professionnelle unique (FPU) – qui a succédé à la taxe professionnelle unique (TPU) – et assure une péréquation de ressources entre les communes résidentielles et celles dotées de zones d'activité. Elle bénéficie d'une bonification de la dotation globale de fonctionnement (DGF).
Elle perçoit également une taxe d'enlèvement des ordures ménagères (TEOM), qui finance le fonctionnement de ce service public.
Elle ne verse pas de dotation de solidarité communautaire (DSC) à ses communes membres.

### Effectifs
La communauté de communes indique en 2020 employer 24 agents administratifs ou techniques pour assurer la mise en œuvre de ses compétences.

## Projets et réalisations
Aménagement du territoire
La CCS a adopté en mars 2020la révision schéma de cohérence territoriale (SCoT), qui datait de 2014 et succédait à l’ancien Schéma directeur de 1999, devenu obsolète.
Développement économique
La ZAC des Vallées à Amblainville s'étend sur 117 ha accueille une douzaine d'entreprises, soit plus de 1 000 emplois créés,.
Equipements communautaires
- Piscine Aquoise de Méru
La piscine ouverte en 2004 et dont la gestion est déléguée au groupe Vert Marine, accueille en 2014 une moyenne de près de 100 000 nageurs dans un équipement essentiellement ludique comprenant un grand bassin de 25 mètres (cinq lignes d’eau, dont une réservée aux nageurs) avec des plongeoirs classiques, chauffée à 28° et un bassin ludique avec bain à bulles, rivière et champignon d’eau chauffé à 31°, ainsi qu'une pelouse ouverte aux beaux jours servant de solarium[23].

Environnement
En 2020, le syndicat mixte des Sablons, qui regroupe la CCS, la communauté de communes Thelloise et des communes membres de la communauté de communes du Vexin-Thelle construit la station d'épuration des Sources de la Troësne à Fleury (Oise), qui remplace celles d'Hénonville, d'Ivry-le-Temple et de Monneville, assure l'assainissement des eaux de 14 des communes des Sablons et de 3 du Vexin-Thelle. Cette installation, novatrice, permet la mise en place de l'assainissement collectif dans des communes qui en étaient dépourvues.